# Talang Berantai
Talang Berantai is een bestuurslaag in het regentschap Bengkulu Utara van de provincie Bengkulu, Indonesië. Talang Berantai telt 440 inwoners (volkstelling 2010).